# William Sackville (10e comte De La Warr)
William Herbrand Sackville( /d ɛ l ə w ɛər / 16 octobre 1921 - 9 février 1988) est un pair britannique. Il hérite du comté le 28 janvier 1976 à la mort de son père Herbrand Edward Dundonald Brassey Sackville, 9e comte De La Warr. 

## Biographie
Il fait ses études au Collège d'Eton, et combat pendant la Seconde Guerre mondiale, atteignant le grade de capitaine dans le régiment de parachutistes de l'armée britannique. Après la guerre, le 18 mai 1946, il épouse Anne Rachel Devas (petite-nièce d'un ancien Premier ministre, Henry Campbell-Bannerman). Ils ont trois enfants : 
- William Sackville (11e comte De La Warr), né le 10 avril 1948
- Thomas Geoffrey Sackville, né le 26 octobre 1950
- Arabella Avice Diana Sackville, née le 20 juin 1958

À l'automne 1987, le comte propose de vendre la Forêt d'Ashdown, le cadre réel des histoires de Winnie l'ourson, au conseil du comté d'East Sussex à un prix inférieur à celui du marché de 1,2 million de livres sterling pour la propriété de 6 500 acres. Jeunes enfants, le futur comte et Christopher Robin Milne y ont joué ensemble. Milne lui-même se joint aux défenseurs de l'environnement pour empêcher que la forêt ne soit vendue au coup par coup à des propriétaires privés et pour s'opposer à une demande de BP de forer du pétrole là-bas. La vente au conseil est conclue après la mort du comte, faisant de la forêt un domaine public. 
En septembre 1981, le comte autorise Doctor Who à filmer sur le domaine pour l'épisode Black Orchid .
Le 9 février 1988, à l'âge de 66 ans, le comte De La Warr est décédé après être tombé sous un train à la station St. James's Park du Métro de Londres. Une enquête statue que la mort est un suicide, un jury concluant que le comte a été « anxieux et bouleversé par les dommages causés par l'ouragan à son domaine ». 